# Jessica Yu

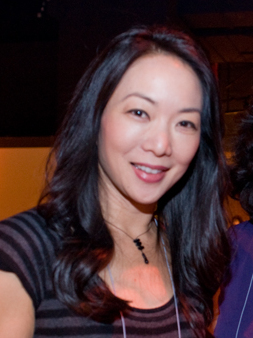
Jessica Yu, 2010

Jessica Lingman Yu (* 14. Februar 1966) ist eine US-amerikanische Regisseurin, Drehbuchautorin und Produzentin.

## Leben
Jessica Yu wurde 1966 als Tochter eines in Shanghai geboren Onkologen und einer sinoamerikanischen Geschichts- und Fechtlehrerin geboren und besuchte die Henry M. Gunn Senior High School in Palo Alto, wo sie an der Schulzeitung mitarbeitete. Sie studierte anschließend an der renommierten Yale-Universität Englisch und machte ihren Abschluss dort im Jahr 1987. Während ihrer Zeit in Yale widmete Yu viel Zeit dem Fechtsport, wegen des zuständigen Lehrers für diesen Sport sie sich überhaupt erst für die Yale-Universität entschlossen hatte, und wurde schließlich so gut in diesem Sport, dass sie zweimal All-American und dreimal All-Ivy Fechterin wurde.
Jessica Yu ist mit dem Lehrer und Autor Mark Salzman verheiratet. Gemeinsam mit ihren beiden Töchtern leben sie in Südkalifornien.

## Karriere
Nachdem Jessica Yu davor bereits bei einigen Werbungen als Produktionsassistentin gearbeitet hatte, startete sie ihre Dokumentations- und Filmkarriere 1990 bei dem Dokumentationskurzfilm Rose Kennedy: A Life to Remember von Freida Lee Mock und Terry Sanders, bei dem sie ebenfalls als Produktionsassistentin arbeitete. Der Film handelt von dem Leben von Rose Kennedy, der Mutter von US-Präsident John Kennedy, und wurde bei der 63. Oscarverleihung in der Kategorie Bester Dokumentar-Kurzfilm nominiert. 1993 führte sie bei dem Kurzfilm Sour Death Balls erstmals Regie. Anschließend arbeitete sie nochmal mit Mock und Sanders als Produktionsassistentin bei dem Film Maya Lin: A Strong Clear Vision zusammen, der bei der 67. Oscarverleihung den Oscar in der Kategorie bester Dokumentarfilm gewann, jedoch wurden für diesen Film nicht Yu, sondern nur die Produzenten Mock und Sanderns ausgezeichnet. Ihr Drehbuchdebüt gab Yu 1996 bei dem Film Breathing Lessons: The Life and Work of Mark O’Brien, bei dem sie außerdem noch die Produzentin und Regisseurin war. Der Dokumentar-Kurzfilm, welcher über das Leben des Journalisten und Schriftstellers Mark O’Brien, der als Kind an Kinderlähmung erkrankte und einen großen Teil seines Lebens die Hilfe einer eisernen Lunge brauchte, handelte, wurde zu Yus bekanntester Arbeit und zu einem großen Erfolg. So durfte Yu bei der 71. Oscarverleihung die begehrte Trophäe mit nachhause nehmen, da Breathing Lessons: The Life and Work of Mark O’Brien den Oscar in der Kategorie Bester Dokumentar-Kurzfilm gewann.
Nach einigen weiteren Dokumentationen wurde Yu im Zuge eines Programm, welches zu mehr Diversität unter den amerikanischen Regisseuren führen sollte, bei John Wells Productions eingestellt. Dort begleitete sie die Regisseure Christopher Misiano, Alex Graves und Thomas Schlamme bei ihrer Arbeit zu der NBC-Fernsehserie The West Wing – Im Zentrum der Macht, bei der sie dann auch für drei Episoden Regie führte. Als sie zum ersten Mal 2001 in dieser Serie bei der Episode Moderne Geographie Regie führte, war das das erste Mal, dass Yu Fernsehregisseurin war. Für die 2004 erschienene und von unter anderem ihr produzierten Dokumentation In the Realms of the Unreal schrieb Yu das Drehbuch und führte außerdem die Regie. Der Film handelt von dem Schaffen des Schriftstellers Henry Darger und wurde sehr gelobt. Bei der 58. Primetime-Emmy-Verleihung wurde Yu gemeinsam mit der anderen Produzentin Sue West sowie den ausführenden Produzentinnen Cara Mertes und Sally Jo Fifer in der Kategorie Außergewöhnliche Verdienste im Dokumentationsschaffen nominiert. Letztendlich musste sie sich jedoch den Filmen Baghdad ER und Two Days in October einer Folge der Serie American Experience und deren Produzenten geschlagen geben, welche sich den Emmy teilen mussten.
Ihren ersten Spielfilm drehte sie 2007, als sie für die Filmkomödie Ping Pong Playa als sowohl Drehbuchautorin als auch Regisseurin fungierte.
Sie arbeitete danach an weiteren Dokumentationen und an vereinzelten Episoden von bekannten Serien wie z. B. Billions für die sie bei zwei Episoden Regie führte oder Tote Mädchen lügen nicht für die sie bei 6 Episoden die Regisseurin war. Für ihre Regiearbeit zu der vierten Folge Glory der FX-Serie Fosse/Verdon wurde Yu bei der 71. Primetime-Emmy-Verleihung in der Kategorie beste Regie für eine Miniserie, einen Fernsehfilm oder ein Special nominiert. Doch auch bei ihrer zweiten Emmy-Nominierung musste sie sich geschlagen geben, denn Johan Renck gewann den Emmy für seine Arbeit zu Chernobyl.
Neben ihrer Arbeit in der Film- und Fernsehindustrie schrieb Yu auch ihr erstes Buch Garden of the Lost and Abandoned: The Extraordinary Story of One Ordinary Woman and the Children She Saves, das im November 2017 erschien.

## Filmografie (Auswahl)
- 1990: Rose Kennedy: A Life to Remember (Dokumentarkurzfilm, Produktionsassistentin)
- 1993: Sour Death Balls (Regie)
- 1995: Maya Lin: A Strong Clear Vision (Dokumentarfilm, Produktionsassistentin)
- 1996: Breathing Lessons: The Life and Work of Mark O’Brien (Dokumentarkurzfilm, Regie, Produktion und Drehbuch)
- 2001–2004: The West Wing – Im Zentrum der Macht (The West Wing, Fernsehserie, 3 Episoden Regie)
- 2004: In the Realms of the Unreal (Dokumentarfilm, Regie, Produktion und Drehbuch)
- 2007: Ping Pong Playa (Regie und Drehbuch)
- 2017–2019: Tote Mädchen lügen nicht (13 Reasons Why, Fernsehserie, 6 Episoden Regie)
- 2018–2019: Billions (Fernsehserie, 2 Episoden Regie)
- 2019: Fosse/Verdon (Fernsehserie, Episode Glory Regie)
- 2023: Quiz Lady (Regie)

## Auszeichnungen (Auswahl)
Oscar:
- 1997: Oscar in der Kategorie Bester Dokumentar-Kurzfilm für den Film Breathing Lessons: The Life and Work of Mark O’Brien

Primetime-Emmy Award:
- 2006: Nominierung in der Kategorie Außergewöhnliche Verdienste im Dokumentationsschaffen gemeinsam mit Sue West, Cara Mertes und Sally Jo Fifer für In the Realms of the Unreal
- 2019: Nominierung in der Kategorie Beste Regie für eine Miniserie, einen Fernsehfilm oder ein Special für die Folge Glory der Serie Fosse/Verdon